# Raška (región)

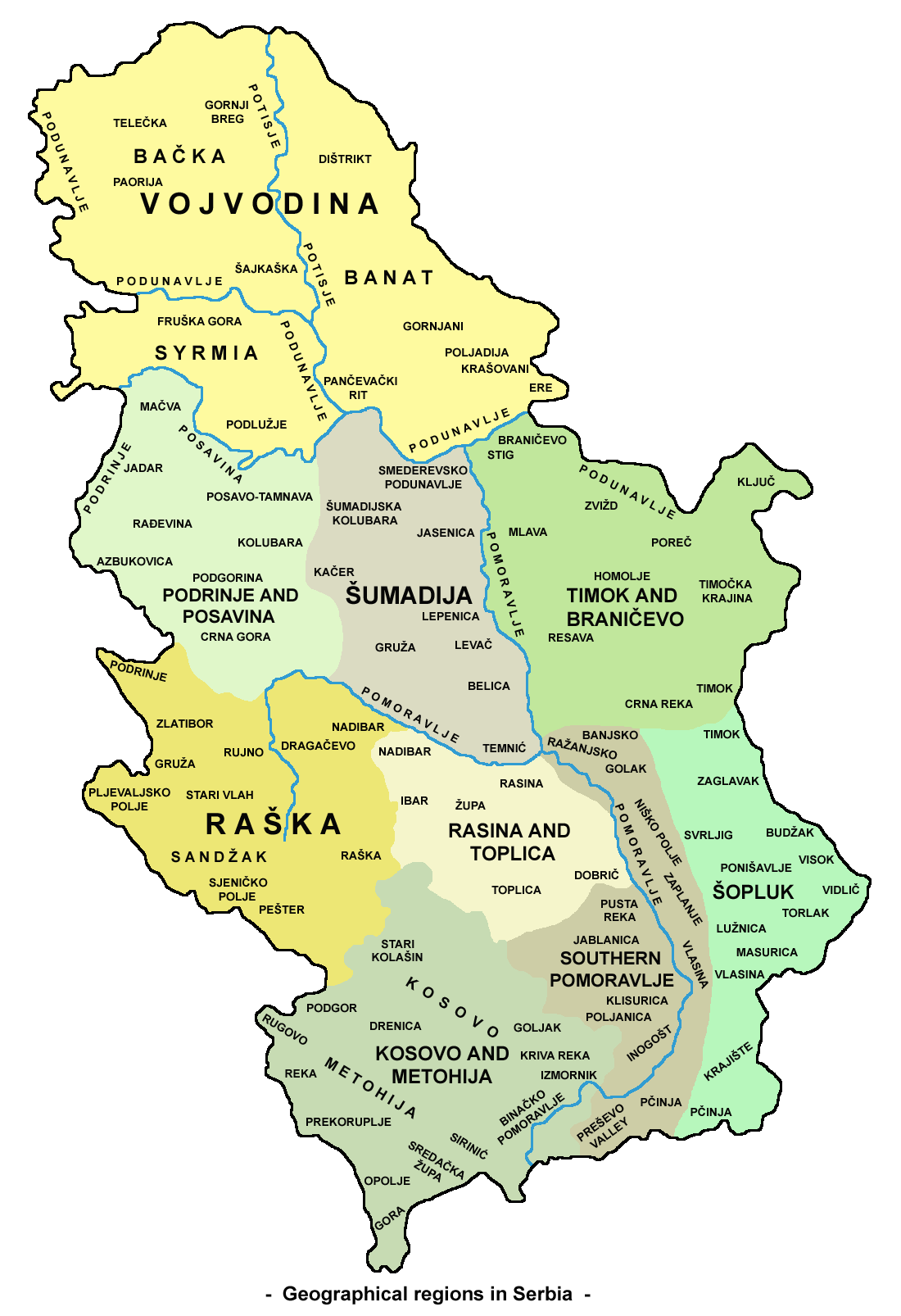
Situación de Raška en Serbia

Raška (en serbio cirílico: Рашка) es una región en el centro-sur de Serbia y el norte de Montenegro. Está principalmente situada en el distrito de Raška. La parte sur de Raška también se conoce como Sandžak y está dividido entre Serbia y Montenegro.
En la Edad Media, la región fue el centro del Principado de Serbia (Raška, Rascia) y el Reino de Serbia, cuya capital era la ciudad de Ras (Patrimonio de la Humanidad de Serbia) hasta 1265.